# Billenhausen
Billenhausen ist ein Stadtteil von Krumbach (Regierungsbezirk Schwaben, Bayern) mit 502 Einwohnern.

## Lage
Das Dorf liegt ungefähr 3 km nördlich von Krumbach im Kammeltal an der von Krumbach durch das Kammeltal nach Offingen führenden Staatsstraße St 2024. Außerdem hat Billenhausen am nordwestlichen Ortsrand einen Haltepunkt an der von Mindelheim nach Günzburg führenden Mittelschwabenbahn.

## Geschichte
Der Name des Ortes Billenhausen leitet sich von dem Personennamen Billo ab.
 Billenhausen wurde Ende des 12. oder zu Beginn des 13. Jahrhunderts gegründet. Zu dieser Zeit wurde der Ort in Aufzeichnungen des ungefähr sechs Kilometer südöstlich von Billenhausen gelegene Kloster Ursberg genannt, weil das Kloster Besitzungen in Billenhausen hatte. Im 13. und 14. Jahrhundert gab es anscheinend auch Adelige von Billenhausen, die in Zusammenhang mit den Herren von Ellerbach urkundlich genannt werden. Die niedere Gerichtsbarkeit stand lange Jahre dem Kloster Ursberg zu, die hohe Gerichtsbarkeit hingegen wurde von der Markgrafschaft Burgau durchgeführt. Im Jahr 1805 kam Billenhausen, wie auch die Markgrafschaft Burgau und alle anderen Herrschaften zwischen Iller und Lech an Bayern. Am 1. Juli 1972 kam die bislang selbstständige Gemeinde Billenhausen zusammen mit dem Weiler Hirschfelden durch die Gebietsreform zur Stadt Krumbach.

## Sehenswürdigkeiten
- Dossenberger-Pfarrhof, in dem heute die Geschäftsstelle des Allgäu-Schwäbischen-Musikbundes untergebracht ist
- Katholische Pfarrkirche St. Leonhard

## Sage um die „Billenhauser Eiche“
Die Sage besagt, dass vor sehr langer Zeit der Mitte des Dorfes Billenhausen eine gewaltig große Eiche stand. Ihr Stamm war so dick, dass er von hundert Männern nicht umspannt werden konnte. Dementsprechend hoch und weitausladend war die Baumkrone. Die Äste reichten bis zu den Höhen von Deisenhausen, Oberegg, Neuburg an der Kammel, Edelstetten, Attenhausen und hinauf bis Hürben und Krumbach. Vom Schlossberg in Neuburg konnte man sich leicht auf die weit herabreichenden Äste und Zweige setzen und mühelos die Eicheln pflücken, die so groß waren, dass eine Eichelschale einen Scheffel Getreide hätte fassen können.
 Die Sage von dieser Rieseneiche ist nicht nur in der näheren Umgebung von Billenhausen bekannt, sondern über Mittelschwaben hinaus. Es gibt sogar Redensarten, die auf diese Sage zurückgehen, beispielsweise wenn eine Frau recht groß und stark ist: „Die ist wie die Billenhauser Eich“, oder wenn ein Kind recht in die Breite wächst: „Du wirst ja wie die Billenhauser Eich“.

## Verkehr

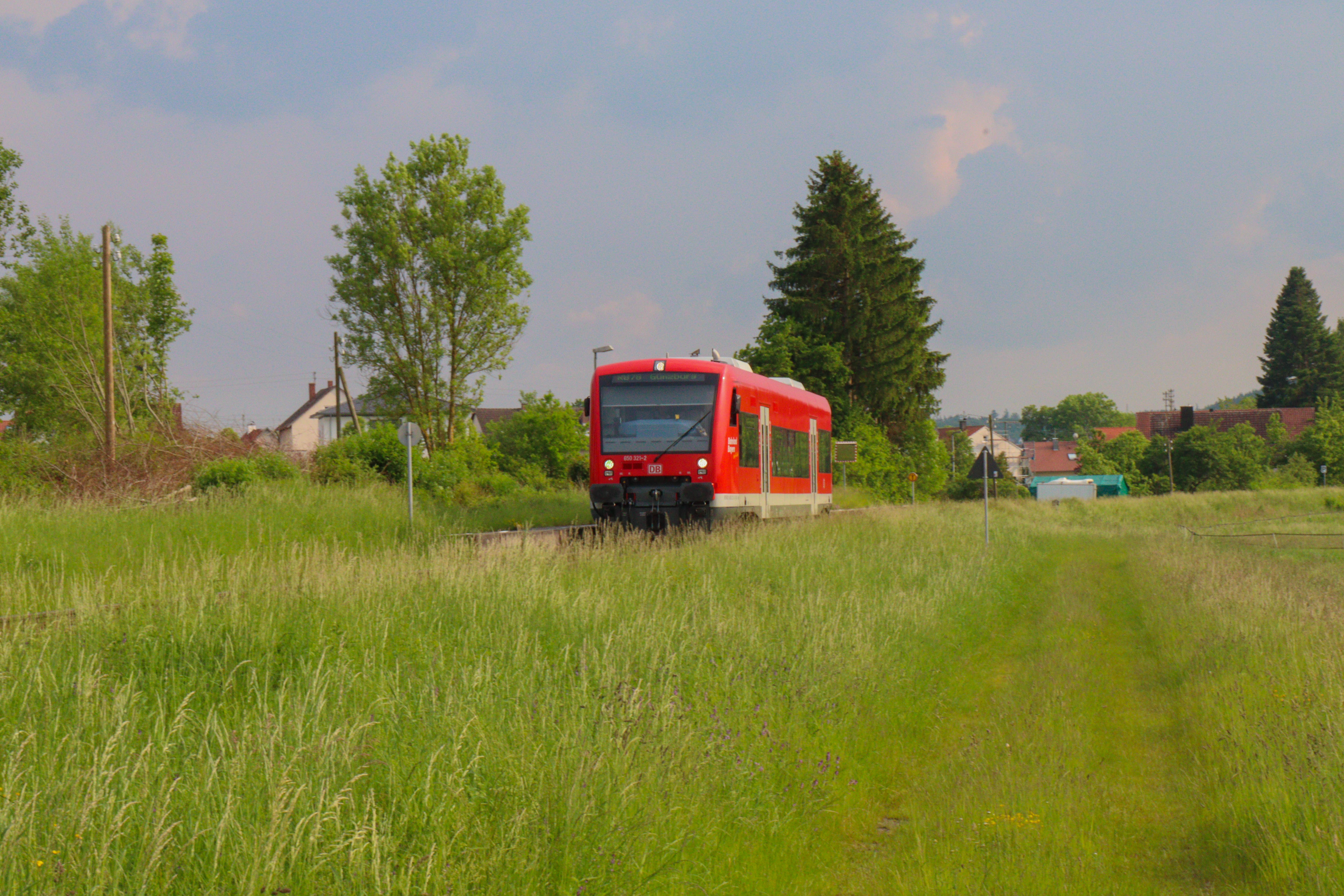
Eine Regionalbahn nach Günzburg verlässt den Haltepunkt Billenhausen

Der Haltepunkt Billenhausen liegt an der Bahnstrecke Günzburg–Mindelheim. Die Züge dieser Strecke fahren als Linie RB 78.